# Stichoplastoris
Stichoplastoris is een geslacht van spinnen uit de familie vogelspinnen (Theraphosidae).

## Soorten
De volgende soorten zijn bij het geslacht ingedeeld:
- Stichoplastoris angustatus (Kraus, 1955)
- Stichoplastoris asterix (Valerio, 1980)
- Stichoplastoris denticulatus (Valerio, 1980)
- Stichoplastoris elusinus (Valerio, 1980)
- Stichoplastoris longistylus (Kraus, 1955)
- Stichoplastoris obelix (Valerio, 1980)
- Stichoplastoris schusterae (Kraus, 1955)
- Stichoplastoris stylipus (Valerio, 1982)